# جرج‌تاون (کارولینای جنوبی)
جرج‌تاون(به انگلیسی: Georgetown) شهری در ایالت کارولینای جنوبی کشور ایالات متحده آمریکا است که جمعیت آن در سرشماری سال ۲۰۱۰ میلادی، ۹٬۱۶۳ نفر بوده‌است.